# Hańsk (gromada)
Hańsk – dawna gromada, czyli najmniejsza jednostka podziału terytorialnego Polskiej Rzeczypospolitej Ludowej w latach 1954–1972.
Gromady, z gromadzkimi radami narodowymi (GRN) jako organami władzy najniższego stopnia na wsi, funkcjonowały od reformy reorganizującej administrację wiejską przeprowadzonej jesienią 1954 do momentu ich zniesienia z dniem 1 stycznia 1973, tym samym wypierając organizację gminną w latach 1954–1972.
Gromadę Hańsk z siedzibą GRN w Hańsku (obecnie są to dwie wsie: Hańsk Pierwszy i Hańsk Drugi) utworzono – jako jedną z 8759 gromad na obszarze Polski – w powiecie włodawskim w woj. lubelskim na mocy uchwały nr 17 WRN w Lublinie z dnia 5 października 1954. W skład jednostki weszły obszary dotychczasowych gromad Hańsk wieś i Hańsk kol., ponadto miejscowość Konstantynówka kol. z dotychczasowej gromady Stary Majdan oraz miejscowości Argentyna kol., Budki kol., Dubeczno kol., Glinki kol., Górki kol., Huta kol., Krzemienna kol., Topole kol. i Warszawka kol. z dotychczasowej gromady Dubeczno – ze zniesionej gminy Hańsk w tymże powiecie. Dla gromady ustalono 12 członków gromadzkiej rady narodowej.
29 lutego 1956 do gromady Hańsk włączono kolonię Kratia z gromady Żdżarka w tymże powiecie.
1 stycznia 1958 do gromady Hańsk włączono kolonię Leśna, kolonię Świców, kolonię Toki, kolonię Starzyzna, wieś Szczęśniki i wieś Żdżarka ze zniesionej gromady Żdżarka w tymże powiecie.
1 stycznia 1960 do gromady Hańsk włączono obszar zniesionej gromady Kulczyn w tymże powiecie.
1 stycznia 1962 do gromady Hańsk włączono wieś i osadę leśną Osowa, osadę leśną Hańsk oraz kolonię Zawołocze ze zniesionej gromady Macoszyn Mały w tymże powiecie.
1 stycznia 1969 do gromady Hańsk włączono wieś Macoszyn Mały z gromady Wola Uhruska w tymże powiecie oraz wsie Bukowski Las i Rudka Łowiecka ze zniesionej gromady Łowcza w powiecie chełmskim.
Gromada przetrwała do końca 1972 roku, czyli do kolejnej reformy gminnej. 1 stycznia 1973 w powiecie włodawskim reaktywowano gminę Hańsk.